# 中松義治
中松 義治（なかまつ よしはる、1946年（昭和21年）6月1日 - ）は、日本の政治家。北海道小樽市長を務めた（1期）。

## 来歴
北海道夕張市に生まれる。1965年、北海道夕張東高等学校を卒業。同年、北海道拓殖銀行（拓銀）に入る。
1996年、拓銀小樽支店長となる。翌年拓銀は経営破綻に陥る。1998年、拓銀は北洋銀行に経営譲渡、中松は北洋銀行小樽中央支店長となる。その翌年、小樽市役所に収入役として迎えられる。7年間収入役として活動する。
その後は小樽商工会議所の専務理事となる。専務理事時代は小樽日専連ビルを小樽経済センタービルにした。
2011年の小樽市長選挙に立候補して自由民主党・民主党推薦を受け、元小樽市議の森井秀明と元衆議院議員の佐藤静雄を破り当選した。
※当日有権者数：112,241人 最終投票率：61.50%（前回比：-6.24pts）
| 候補者名 | 年齢 | 所属党派 | 新旧別 | 得票数   | 得票率 | 推薦・支持         |
| -------- | ---- | -------- | ------ | -------- | ------ | ------------------ |
| 中松義治 | 64   | 無所属   | 新     | 27,982票 | 41.51% | （推薦）自民・民主 |
| 森井秀明 | 38   | 無所属   | 新     | 24,864票 | 36.88% |                    |
| 佐藤静雄 | 69   | 無所属   | 新     | 14,569票 | 21.61% |                    |

2015年の小樽市長選挙に再選を目指し、自民、民主、公明、連合小樽、小樽商工会議所の支援を受け、市の再開発や市立病院の新築など4年間の実績を強調したが、市長選に再出馬し、統合型リゾート（IR）誘致反対や泊原子力発電所の再稼働反対を訴えた森井秀明に敗れた。
※当日有権者数：105,902人 最終投票率：60.21%（前回比：-1.29pts）
| 候補者名   | 年齢 | 所属党派 | 新旧別 | 得票数   | 得票率 | 推薦・支持         |
| ---------- | ---- | -------- | ------ | -------- | ------ | ------------------ |
| 森井秀明   | 42   | 無所属   | 新     | 38,132票 | 60.59% |                    |
| 中松義治   | 68   | 無所属   | 現     | 23,268票 | 36.97% | （推薦）自民・民主 |
| 吹田友三郎 | 65   | 無所属   | 新     | 1,530票  | 2.43%  |                    |